# Estación de Saint-Prex
La estación de Saint-Prex es la principal estación ferroviaria de la comuna suiza de Saint-Prex, en el cantón de Vaud.

## Situación
La estación de Saint-Prex fue inaugurada en el año 1858 con la puesta en servicio del tramo Morges - Coppet de la línea Ginebra - Lausana.
Se encuentra ubicada en el norte del núcleo urbano de Saint-Prex. Cuenta con dos andenes, uno central y otro lateral a los que acceden tres vías pasantes, a las que hay que añadir otras dos vías pasantes, un haz de vías toperas en el norte de la estación y una derivación a una industria.
En términos ferroviarios, la estación se sitúa en la línea Ginebra - Lausana. Sus dependencias ferroviarias colaterales son la estación de Etoy hacia Ginebra y la estación de Morges en dirección Lausana.

## Servicios ferroviarios
Los servicios ferroviarios de esta estación están prestados por SBB-CFF-FFS.

### RER Vaud
La estación forma parte de la red de trenes de cercanías RER Vaud, que se caracteriza por trenes de alta frecuencia que conectan las principales ciudades y comunas del cantón de Vaud. Por ella pasan dos líneas de la red:
- S 3 Allaman - Morges - Lausana - Vevey - Montreux - Villeneuve.
- S 4 Allaman - Morges - Lausana - Puidoux-Chexbres - Palézieux.